# Eindige ring
In de abstracte algebra, meer specifiek de ringtheorie, een deelgebied van de wiskunde, is een eindige ring een ring (niet noodzakelijkerwijs met een multiplicatieve identiteit) die een eindig aantal elementen heeft. 
Elk eindig lichaam (Ned) / eindig veld (Be) is een eindige ring. Het additieve gedeelte van elke eindige ring is  een abelse eindige groep. 
Hoewel ringen meer structuur hebben dan groepen, is de theorie van eindige ringen eenvoudiger dan die van eindige groepen. De classificatie van eindige enkelvoudige groepen was bijvoorbeeld een van de belangrijkste doorbraken van de 20e-eeuwse wiskunde, waarvan het bewijs duizenden tijdschriftpagina's besloeg. Daarentegen is het sinds 1907 bekend dat elke eindige enkelvoudige ring isomorf is met de ring {\displaystyle \mathrm {M} _{n}(\mathbb {F} _{q})} van {\displaystyle n\times n}-matrices over een eindig lichaam/veld van orde {\displaystyle q} (dit is een gevolg van de stelling van Wedderburn en de stelling van Artin-Wedderburn).

## Aantallen
Over het aantal eindige ringen van een gegeven orde is onder andere het volgende bekend:
Voor priemgetallen {\displaystyle p} en {\displaystyle q\neq p} zijn er:
- 2 eindige ringen van de orde {\displaystyle p};
- 4 eindige ringen van de orde {\displaystyle pq};
- 11 eindige ringen van de orde {\displaystyle p^{2}};
- 22 eindige ringen van de orde {\displaystyle p^{2}q};
- 52 eindige ringen van de orde {\displaystyle 2^{3}=8};
- {\displaystyle 3p+50} eindige ringen van de orde {\displaystyle p^{3},p>2};

Het aantal ringen {\displaystyle A(n)} met {\displaystyle n} elementen is (met {\displaystyle A(0)=1})

1, 1, 2, 2, 11, 2, 4, 2, 52, 11, 4, 2, 22, 2, 4, 4, 390, 2, 22, 2, 22, 4, 4, 2, 104, 11, 4, 59, 22, 2, 8, 2, >18590, 4, 4, 4, 121, 2, 4, 4, 104, 2, 8, 2, 22, 22, 4, 2, 780, 11, 22, ... OEIS2C: A027623 in the On-Line Encyclopedia of Integer Sequences.

## Voorbeelden
Er zijn twee ringen van de orde 2. De elementen zijn het nulelement {\displaystyle 0} en {\displaystyle a}, waarvoor geldt: {\displaystyle a+a=0}. Het element {\displaystyle a} moet een eenheid zijn of een nuldeler. De ene ring heeft dus de elementen {\displaystyle 0} en {\displaystyle 1}, en is het lichaam/veld {\displaystyle \mathbb {F} _{2}}. De andere ring heeft de elementen {\displaystyle 0} en {\displaystyle a}, waarvoor geldt: {\displaystyle a+a=0,\ a*a=0}. Deze ring is dus isomorf met de ring {\displaystyle \{0,2\}({\bmod {4}})}.
Er zijn ook twee ringen van de orde 3, met de elementen {\displaystyle a,b} en {\displaystyle 0}. Voor de optelling geldt noodzakelijk: 
{\displaystyle a+a=b,\ a+b=0,\ b+b=a}
Als de ring het eenheidselement, zeg {\displaystyle b=1} bevat, kan {\displaystyle a} geen nuldeler zijn, want dan moet {\displaystyle a*a=0}, en zou {\displaystyle 0=a*(a+1)=a*a+a=a}
De ene ring is dus isomorf met het galoislichaam/-veld {\displaystyle \mathbb {F} _{3}} van de orde 3.
De andere ring van de orde 3 bevat dus niet het eenheidselement en bestaat uit de elementen {\displaystyle a,b}, beide ongelijk aan {\displaystyle 1}, en het nulelement {\displaystyle 0}. Voor het product {\displaystyle a*b} moet gelden {\displaystyle a*b=0}, want stel {\displaystyle a*b=a}, dan volgt:
{\displaystyle 0=(a+b)*b=a*b+b*b=a+b*b},
dus {\displaystyle b*b=b}. Maar dan is {\displaystyle b=1}. De vermenigvuldiging is dus triviaal:
{\displaystyle a*a=a*b=b*b=0}